# Рік Росс
Рик Рос (англ. Rick Ross, справжнє ім'я Вільям Леонардо Робертс II, англ. William Leonard Roberts II; нар. 28 січня 1976, Кларксдейл, Міссісіпі, мешкає в Керол-Сіті, Флорида) — американський хіп-хоп виконавець. Творець звукозаписувального лейбла Maybach Music, котрий з 2015 року входить у склад Epic Records.

## Біографія

### Ранні роки життя
Коли Рос навчався у старших класах середньої школи Керол-Сіті, він грав в американський футбол, а пізніше навчався на футбольну стипендію у Державнім Університеті Олбані, штат Джорджія. Почав займатися репом у середині 1990-х, тоді ж він створив любительську групу з п'ятьох людей під назвою Carol City Cartel. Після 2006 року у групі лишилося четверо учасників, і вона була перейменована у Triple C's. Під час знаменитого біфа з репером 50 Cent, громадськості стало відоме о деяких фактах з життя Ріка Роса: у молоді роки він підробляв охоронцем в одній з тюремних установ міста Маямі. У результаті виявленого факту Рос був «нагороджений» прізвиськом «Офіцер Ріккі» (англ. Officer Ricky).
Його дебютний альбом Port of Miami вийшов у серпні 2006 року і зразу ж потрапив на верхні сходинки альбомного чарту Billboard 200, з продажами 187 000 копій у перший тиждень. Головна пісня «Hustlin» здобула золоту нагороду від Американської асоціації компаній звукозапису у травні 2006 року, і три мільйони рингтонів даної пісні було продане ще до виходу альбому. Пісня також повстала на сьому сходинку чарту Hot Rap Tracks і на 54 місце у Billboard Hot 100.
У березні 2008 року вийшов другий альбом під назвою Trilla, котрий, як і попередній, стартував з верхніх позицій Billboard 200. Перший сингл з цього альбому, «Speedin», записаний при участі Ар Келлі, не був позначений як-небудь серйозними досягненнями у чартах, але уже наступний сингл «The Boss» при участі T-Pain повстав на 17 місце у Billboard Hot 100. Альбом тиражем понад 650 000 копій отримав золотий сертифікат Американської асоціації компаній звукозапису.
21 квітня 2009 року вийшов третій по рахунку альбом Deeper Than Rap. Не дивлячись на менші, порівняно з попереднім альбомом, продажі за перший тиждень релізу (158,000 проти 198,000 Trilla), Deeper Than Rap очолив чарти Top R&B/Hip-Hop Albums і Top Rap Albums, а також посів перше місце 9 травня 2009 у чарту Billboard 200.
Четвертий альбом God Forgives, I Don't вийшов у світ 31 липня 2012 року. З появою у чарту Billboard 200 продажі склали 218 000 копій. Спільні продажі альбому склали 483 000 копій. У жовтні 2012 року альбом God Forgives, I Don't отримав статус золотого.
У 2013 альбому був номінований у категорії «Кращий реп альбом» на премії «Ґреммі».
У 2016 рокові спільно з Скріллексом Rick Ross записав трек «Purple Lamborghini», котрий відкривав OST фільму «Відряд самовбивць».
3 липня 2019 року Rick Ross випустив новий сингл BIG TYME.

### Конфлікти з іншими виконавцями
Наприкінці січня 2009 року Рік Рос початків биф з 50 Cent, додавши у свою пісню «Mafia Music» провокаційні строки, які звинувачували 50 Cent у причетності у пожежі у домі його колишній дружині.
50 Cent відповів діссом «Officer Ricky», де натякав на минуле Ріка Роса, коли він працював офіцером у одній з тюрем.
А у відеокліпі «In Cold Blood», знятим на останній трек з альбому «Deeper Than Rap», Rick Ross пішов ще далі, поховавши 50 Cent у прямому сенсі цього слова.
29 вересня 2012 року Рік Рос побився з другим «важкоатлетом» хіп-хопу, Young Jeezy. Приводом для бійки стало те, що Рік Рос став ображати свого конкурента під час виступу.
28 січня 2013 року на Ріка Роса був скоєний замах. Його автомобіль, на якому він вранці разом з своєю подругою повертався з клубу, обстріляли з іншої машини, після чого його автомобіль вилетів на тротуар і врізався у стіну. У результаті інциденту ніхто не постраждав.

## Дискографія

### Сольні альбоми
- 2006 — Port of Miami
- 2008 — Trilla
- 2009 — Deeper Than Rap
- 2010 — Teflon Don
- 2012 — God Forgives, I Don't
- 2014 — Mastermind
- 2014 — Hood Billionaire
- 2015 — Black Market
- 2017 — Rather You Than Me

### Спільні альбоми
- 2009 — Custom Cars & Cycles (при уч. Triple C's)
- 2011 — Self Made Vol. 1 (при уч. Maybach Music Group)
- 2012 — Self Made Vol. 2 (при уч. Maybach Music Group)
- 2013 — Self Made Vol. 3 (при уч. Maybach Music Group)

### Микстейпи
- 2010 — Ashes to Ashes
- 2012 — Rich Forever
- 2012 — The Black Bar Mitzvah
- 2013 — The H (with Birdman)
- 2015 — Black Dollar
- 2015 — Renzel Remixes

### Збірники
- 2007 — Rise To Power